# Eurodólar
Eurodólares são depósitos em dólares efetuados em bancos localizados fora do território dos Estados Unidos, em geral na Europa (onde a prática teve início, daí a origem do termo). Não é uma expressão tecnicamente apropriada, pois dólares depositados em bancos na Ásia, Oriente Médio ou no Caribe também recebem a mesma denominação.

## História
Nos anos seguintes à Segunda Guerra Mundial, houve uma gradativa acumulação de dólares fora dos Estados Unidos, como resultado, principalmente, do Plano Marshall e das importações dos Estados Unidos, vez que continuou sendo o principal mercado consumidor do mundo no pós-guerra.
Consequentemente, o dólar tornou-se a principal moeda de reserva de vários países e, por isso, foi custodiado em bancos oficiais e comerciais não-estado-unidenses. Esses dólares eram depositados em bancos nos Estados Unidos. Os bancos estrangeiros tinham o direito a esses dólares resguardado por certificados emitidos pelos bancos estado-unidenses.
No fim da década de 1950, a União Soviética enfrentava um impasse com seus ativos em dólar. Como constituíam haveres contra bancos estado-unidenses, havia o temor de que, em virtude da guerra fria, as autoridades norte-americanas, subitamente, congelassem esses direitos.
Um banco inglês ofereceu aos soviéticos a possibilidade de efetuar seus depósitos em Londres, não na moeda local (a libra esterlina), mas em dólares americanos. O banco inglês, por sua vez, depositava os ativos soviéticos em bancos estado-unidenses e tornava-se, dessa forma, o proprietário dos dólares junto àquele banco. Não havia, assim, o risco de esses dólares serem retidos, pois pertenciam ao banco inglês e não aos soviéticos. Esse mecanismo é considerado como o ponto de partida do mercado do eurodólar.
Com a progressiva redução dos controles cambiais, o mercado de eurodólar expandiu-se. Os sucessivos déficits da balança de pagamentos dos Estados Unidos impulsionaram o desenvolvimento desse mercado, ao inundarem de dólares o mercado mundial. A evolução dos sistemas informatizados e das telecomunicações funcionaram como catalisadores do processo.

## Funcionamento
Na realidade, embora escrituralmente os ativos estejam localizados no eurobanco, todo o montante em eurodólares está depositado em bancos estado-unidenses e jamais deixa o país. Quando há uma transferência de uma conta em eurodólares para outra conta do mesmo eurobanco, os valores permanecem intocados na conta (em um banco norte-americano) do eurobanco em questão. Se há uma transferência entre eurobancos, na prática o que ocorre é a migração do depósito da conta do eurobanco A para a conta do eurobanco B (ambas no sistema bancário dos EUA).